# White River (Vermont)
La White River (Rivière Blanche) est une rivière de 96,7 km de long dans l'État du Vermont. C'est un affluent du fleuve Connecticut.

## Géographie
La White River commence son parcours à l'étang Skylight au sud de la montagne Bread Loaf près de la crête des Montagnes Vertes. La rivière coule vers l'est de la ville de Granville, où elle reçoit la sortie d'eau de la partie sud de Granville Notch. La rivière tourne vers le sud et, suivi par la route 100 du Vermont, s'écoule à travers les villes de Hancock et Rochester. La rivière rentre à Stockbridge, tourne au nord-est et, suivi par la route 107 du Vermont, elle s'écoule vers la ville de Bethel, où la troisième branche de la White River pénètre par le nord. La deuxième branche et la première branche de la White River entrent aussi du Nord que la rivière coule à travers Royalton.
De Royalton à l'embouchure de la rivière, la vallée est occupée par Interstate 89 et la route 14 du Vermont. Circulant au sud, la rivière traverse la ville de Sharon et entre dans la ville de Hartford, où elle atteint le fleuve Connecticut au village de White River Junction.